# Francisco Antônio Rocha Pita e Argolo
Francisco Antônio Rocha Pita e Argolo, 2.º barão e visconde do Passé (São Sebastião do Passé, 12 de dezembro de 1831 — Engenho Cobé, 22 de novembro de 1871), foi um nobre brasileiro.
Filho de Antônio da Rocha Pita Argolo, 1.º barão, visconde e conde do Passé. Casou-se com Maria José Gonçalves Martins, filha dos Viscondes de São Lourenço.
Agraciado barão do Passé, em 2 de junho de 1862, e visconde do Passé, em 17 de maio de 1871.